# Грайфсвальдер-Бодден
Грайфсвальдер-Бодден (нем. Greifswalder Bodden) — бухта на юге Балтийского моря у берегов земли Мекленбург-Передняя Померания, Германия. Залив имеет площадь 514 км² и является крупнейшим на германском побережье Балтийского моря.
Залив ограничивается островом Рюген с северо-запада, материком с запада и юга, островом Узедом с юго-востока и островами Руден и Грайфсвальдер-Ойе с востока. Залив также соединяется с Балтийским морем узким проливом Штрелазунд, который отделяет остров Рюген от материка. Северную часть залива иногда называют заливом Рюгишер-Бодден (нем. Rügischer Bodden).
Залив сам по себе имеет сильно изрезанную береговую линию, образующую небольшие заливы внутри Грайфсвальдер-Бодден. Мысы Мёнхгут (на востоке Рюгена) и Цудар (на юге Рюгена) — первый фактически состоит из нескольких полуостровов — разделяют залив на несколько более мелких. В восточной части залива расположены острова Вильм, Кос, Римс и бывший остров , теперь отмель. Главный порт залива — Грайфсвальд.
Грайфсвальдер-Бодден довольно мелкий, средняя глубина — 5,6 м, максимальная глубина — 13,5 м. Его вода скорее солоноватая, а не солёная, за счёт притока пресной воды из рек (солёная вода встречается только на больших глубинах). Средняя солёность — 7-8 PSU, 5,3-12,2 ‰.
До объединения Германии в 1990 году, в отличие от большей части побережья Восточной Германии, залив Грайфсвальдер-Бодден был местом занятий водными видами спорта. Местный ландшафт давал возможность хорошо просматривать залив, что позволяло предотвратить попытки покинуть страну. Ближайшем к заливу местом за пределами Варшавского договора являлся, на расстоянии более 100 км, датский остров Борнхольм.